# رويال رامبل (2005)

دعاية رويال رامبل

حفل رويال رامبُل هو الحدث السنوي الثامن عشر لمصارعة المحترفين رويال رامبل (الدفع مقابل المشاهدة) من إنتاج الإتحاد العالمي للمصارعة الترفيهية. أقيم الحفل في 30 يناير 2005 في مركز سيف مارت في فريسنو بكاليفورنيا، وتميّز بمشاركة موهوبي فئتي راو وسماكداون.

## البداية
كما هو معتاد منذ عام 1993، تلقى الفائز بمباراة رويال رامبُل مباراة في راسليمينيا لذلك العام (في هذه الحالة: راسليمينيا 21) لاختياره إما في بطولة دبليو دبايو إي أو بطولة العالم للوزن الثقيل.
ظهرت خمس مباريات مصارعة محترفة على البطاقة الفائقة للحدث، وهي جدولة لأكثر من حدث رئيسي واحد. كان الحدث الرئيسي هو مباراة رويال رامبُل السنوية المكونة من 30 لاعباً، والتي شارك فيها مصارعون من كلا العلامتين التجاريتين. فاز باتيستا، المشارك الثامن والعشرون، بالمباراة بإقصائه الأخير جون سينا، المشارك الخامس والعشرون.
كانت المباراة الأساسية للعلامة التجارية راو هي تربل اتش مقابل راندي أورتن  لبطولة العالم للوزن الثقيل، والتي فاز بها تربل اتش بالتثبيت بعد أداء حركة التثبيت. المباراة الأولية على مواجهة عنيفة؛ كانت العلامة التجارية عبارة عن مباراة ثلاثية التهديد لبطولة دبليو دبليو إي بين البطل الحالي جون "برادشو" وكيرت آنجل وبيغ شو، والتي فاز بها جون براد شو ليفيلد من خلال التثبيت بحركة «ملائكة» بعد أداء حركة خط ملابس من الجحيم. لأول مرة منذ المصارعة الكلاسيكية، (لم يتم عرض أي مباراة فرق على بطاقة العرض).

## الخلفية
رويال رامبُل (2005) عبارة عن وسيلة للتحايل تدفع مقابل كل مشاهدة سنوياً، يتم إنتاجها كل شهر يناير بواسطة الإتحاد العالمي للمصارعة الترفيهية (دبليو دبايو إي) منذ عام 1988. وهي واحدة من العروض الترويجية الأربعة الأصلية للدفع لكل مشاهدة، إلى جانب راسلمينيا و سومرسلام و سلسلة سورفايفر، أُطلق عليها اسم «الأربعة الكبار». تم تسميته على اسم مباراة رويال رامبل، وهي معركة ملكية معدلة يدخل فيها المشاركون على فترات زمنية بدلاً من كل شيء يبدأ في الحلبة في نفس الوقت. تضم المباراة بشكل عام 30 مصارعاً. تقليدياً، الفائز في المباراة يربح مباراة بطولة العالم في راسليمينيا ذلك العام. لعام 2005، يمكن للفائز أن يختار تحدي إما بطولة العالم للوزن الثقيل أو بطولة دبليو دبليو إي لـ سماك داون في راسليمينيا 21. كان عام 2005 هو الحدث الثامن عشر في التسلسل الزمني لـرويال رامبل ومصارعين مميزين من علامتي  راو وسماك داون.

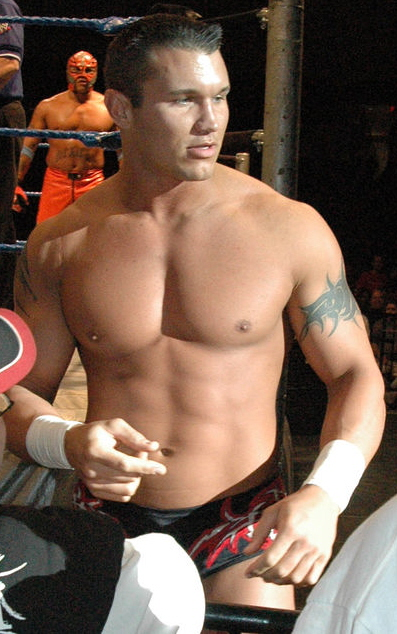
Randy Orton

## الوقائع المنظورة
تتكون بطاقة المُشاهدة من خمس مباريات. نتجت المباريات عن قصص مكتوبة، حيث صُور المصارعون أبطالاً أو أشراراً أو شخصيات أقل تميزاً لبناء التوتر وبلغت ذروتها في مباراة مصارعة أو سلسلة من المباريات. تم تحديد النتائج مُسبقاً من قبل كُتاب دبليو دبليو إي على علامتي راو وسماك داون، مع إنتاج قصص في برامجهم التليفزيونية الأسبوعية، راو وسماك داون. كان الخلاف الرئيسي المتجه إلى رويال رامبل على راو، هو بين تربل اتش وراندي أورتن.

### راندي وتربل
تربل اتش وراندي أورتن في بطولة العالم للوزن الثقيل بدأ نزاعهم في حلقة 16 أغسطس من راو، عندما تم  طرد راندي أورتن من إفيليوشن بواسطة تربل اتش.  في  (2004) بطولة غير مغفور، هزم تربل إتش - راندي أورتن وفاز ببطولة العالم للوزن الثقيل بعد تدخل من أعضاء إ فيليوشن باتيستا وريك فلير. في سلسلة سورفايفر، هزم فريق راندي أورتن (كريس بنوا وكريس جيريكو و مافن) فريق تربل إتش (إيدج وديف باتيستا وسنيتسكي) في مباراة إقصاء من سلسلة سورفايفر التقليدية لكسب السيطرة على راو بعد أن قضى راندي أورتن على تربل إتش.
في بطولة ثورة العام الجديد، فاز تريبل إتش بمباراة غرفة الإقصاء للفوز ببطولة العالم للوزن الثقيل الشاغرة من خلال القضاء على أورتن أخيراً بعد تدخل من باتيستا وفلير. في حلقة 10 يناير من راو، هزم أورتن باتيستا ليصبح المنافس الأول على اللقب في رويال رامبُل. في حلقة 17 يناير من راو، بعد مواجهة لفظية بين الاثنين في الساحة، نصب تربل إتش كمينا ل راندي أورتن خلف الكواليس. قاتلوا حتى حاول راندي أورتن استخدام كرسي فولاذي، وهرب تريبل إتش. في حلقة 24 يناير من راو، هزم أورتن - فلير، على الرغم من تدخل تريبل إتش.

### براد شو وأنجل
الخلاف الرئيسي في «مواجهة عنيفة»  كانت العلامة التجارية بين جون براد شو، وبيغ شو وكيرت آنجل، مع الخلاف الثلاثة على بطولة دبليو دبليو إي. في حلقة 16 ديسمبر من «مواجهة عنيفة»، تحدى جون براد شو - أنجل في مباراة بطولة دبليو دبليو إي. تدخل مجلس الإدارة (أورلاندو جوردان ودوج وداني باشام) وهاجموا كيرت آنجل، مما تسبب في إنهاء المباراة عن طريق الاستبعاد. استمروا في مهاجمة كيرت آنجل بعد المباراة حتى خرج بيغ شو، وضرب الجميع، وأشار إلى جون براد شو أنه يريد اللقب.
في 30 ديسمبر من حلقة «مواجهة عنيفة»، تم حجز مباراة تهديد ثلاثية على اللقب بين الثلاثة في رويال رامبُل. بعد ذلك، أنشأ جون براد شو قتال آنجل لإثارة غضب بيغ شو، لكن آنجل أغضب جون براد شو رداًعلى ذلك. بعد إدراك ذلك، في حلقة 20 يناير من مواجهة عنيفة، انضم جون براد شو إلى بيغ شو وواجه آنجل ومع ذلك، قام جون براد شو بالهجوم على بيغ شو وضربه بزاوية الحلبة.
في حلقة 27 يناير من «مواجهة عنيفة» سماك داون  حجز المدير العام ثيودور لونج مباراة آخر الرجال الصامدين بين جون براد شو وأنجل في وقت لاحق من تلك الليلة. انقلب الاثنان في النهاية على بعضهما البعض، وانتهت المباراة بلا منافسة بلا فائز. تم الكشف لاحقاً أن المباراة كانت فكرة بيغ شو.

### أندرتيكر وهايدنريتش
عداء آخر يتجه إلى الحدث من «مواجهة عنيفة»  كان بين أندرتيكر و هايدنريتش. بدأ عداءهم لأول مرة في لا رحمة عندما ساعد جون براد شو - هايدنريتش على هزيمة أندرتيكر في مباراة لاست رايد من خلال مهاجمة أندرتيكر ووضعه في حركة «القلب». في سلسلة سورفايفر، هزم أندرتيكر - هايدنريتش بعد تنفيذ حركة تومبستون. في أرماغادون، كلف هايدنريتش مرة أخرى أندرتيكر لبطولة دبليو دبليو إي ضد جون برا شو بعد التدخل في مباراة رباعية قاتلة تضمنت بوكير تي وإدي غيريرو، مما سمح لـ جون براد شو بتثبيت بوكير تي والتغلب عليه.
في «مواجهة عنيفة» سمح المدير العام تيودور لونج ل أندرتيكر بتسمية الشرط لمباراته ضد هايدنريتش في رويال رامبُل. كما ذكر هايدنريتش خوفه من صناديق النعش، اختار أندرتيكر مواجهته في مباراة النعش في رويال رامبُل.

### شون مايكلز وإيدج

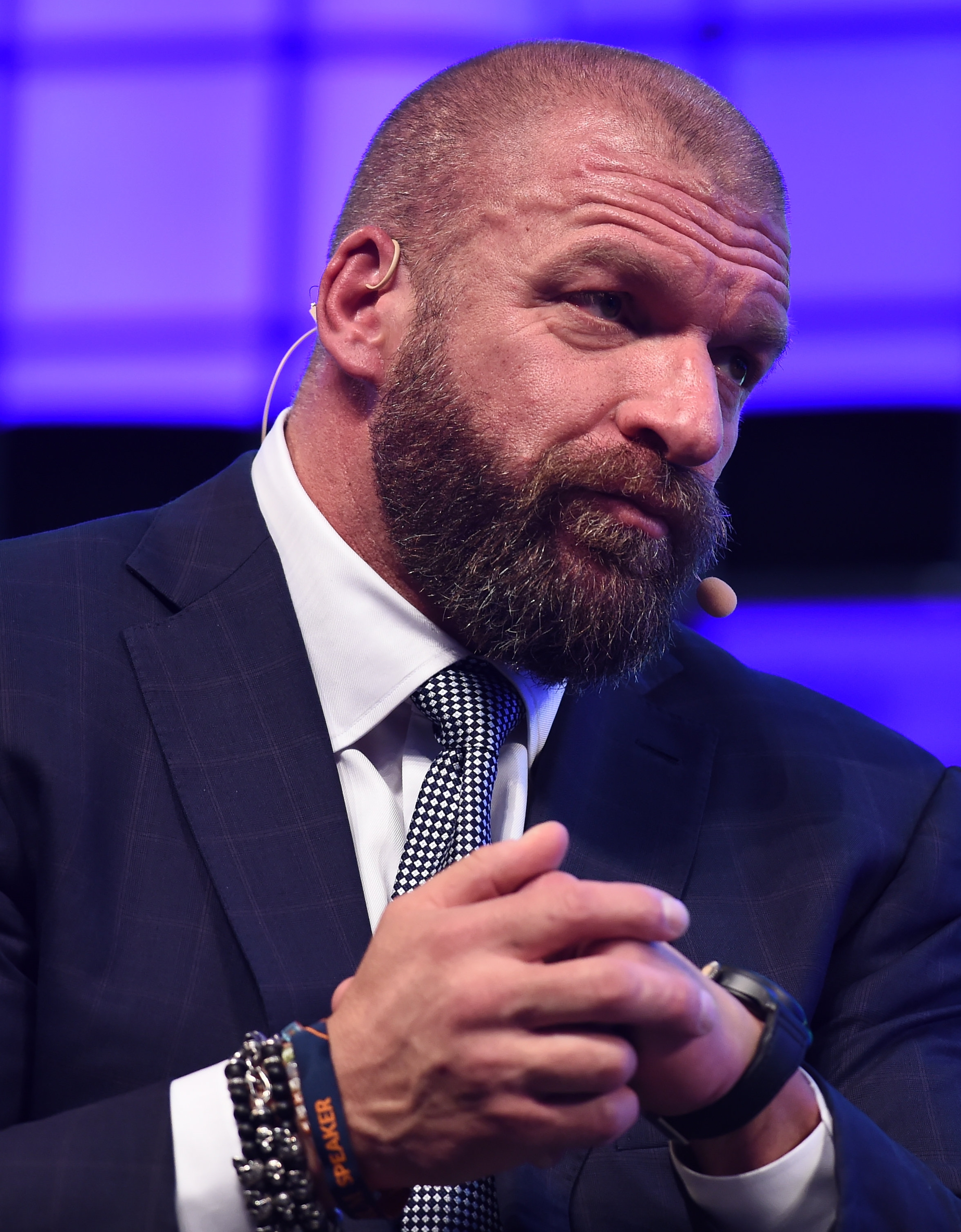
Triple H

كان الخلاف الأولي مع العلامة التجارية راو بين شون مايكلز وإيدج. بدأ نزاعهما في "تابو الثلاثاء" عندما تم التصويت على شون مايكلز على إيدج وكريس بنوا لمواجهة تربل إتش لبطولة العالم للوزن الثقيل بينما تم وضع إيدج وكريس بنوا في مباراة بطولة العالم للفرق الثنائية ضد لا ريسيستانس. تخلى إيدج عن بنوا خلال المباراة (التي فاز بنوا بها في النهاية) وعاد في وقت لاحق من تلك الليلة ليكلف مايكلز مباراة لقبه ضد تربل إتش.
«الحكم الضيف» خلال المباراة، قام إيدج بطعن مايكلز بطريق الخطأ، مما أدى إلى أداء مايكلز لحركة «موسيقى سويت شين» على الحافة، والذي تم القضاء عليه بواسطة كريس جيريكو. في حلقة 10 يناير من راو، انتهت المواجهة بين إيدج ومايكلز في شجار الرجلين حول الساحة. ثم تم حجز مباراة بين الاثنين لصالح  رويال رامبُل.

## الأحداث
قبل أن يتم بث الحدث على الهواء مقابل المشاهدة، هزم مافن & روني في مباراة مسجلة لـ ليلة الأحد.

### المباراة الأولى
كانت المباراة الأولى بين إيدج وشاون مايكلز. سخر إيدج من مايكلز من خلال أداء بعض التهكمات المميزة لـ مايكلز.ثم إكتسب ميزة على إيدج بعد حركة «أو ماتيك» على الأرض. نفذت الحافة رمحاً على الأرض على مايكلز؛ في الحلبة، نفذ إيدج حركة رمحاً آخر على مايكلز لقرب سقوطه. بعد مواجهة الحافة، نفذ مايكلز قطرة كوع غوص على الحافة. واجه إيدج حركة موسيقى سويت شين في حركة «هبوط كرسي كهربائي» لسقوط قريب. قام إيدج بتطبيق حركة كاتور على مايكلز، لكن مايكلز كسر التطبيق عليه. حاول مايكلز لفة المتابعة، لكن إيدج قام بتثبيت مايكلز بلفافة باستخدام الحبال للفوز بالمباراة.

### المباراة الثانية
المباراة الثانية كانت مباراة النعش بين أندرتيكر و هايدنريتش. بدأت المباراة ذهاباً وإياباً حتى أرسل هايدنريتش - أندرتيكر في النعش. قام أندرتيكر بتطبيق حركة خنق المثلث حتى تدخل جين سنيتسكي وهاجم أندرتيكر. هاجم سنيتسكي وأندرتيكر - هايدنريتش ودعوا إلى فتح النعش، ولكن تم الكشف عن أن كين داخل النعش. هاجم سنيتسكي  و هايدنريتش وقاتل سنيتسكي  في جميع أنحاء الساحة. أرسل هايدنريتش - أندرتيكر إلى الدرجات الفولاذية ودفع النعش بداخله. وضع هايدنريتش - أندرتيكر في النعش بعد تطبيق ضربة  «القابض الكوبرا» لكن أندرتيكر أوقف الغطاء عن الإغلاق. وضع هايدنريتش - أندرتيكر في النعش مرة أخرى لكن أندرتيكر رد بسرعة. قام أندرتيكر بتنفيذ حركة شوكسلام وحركة تومبستون ووضع هايدنريتش في النعش وفاز بالمباراة.

### المباراة الثالثة
كانت المباراة الثالثة عبارة عن مباراة تربل إتش إنتقام لبطولة دبليو دبليو إي بين براد شو وكيرت آنجل وبيغ شو. بقيت الزاوية في الجزء الخارجي من الحلبة حيث قاتل بيغ شو وجون براد شو.  بعد أن حطم آنجل محاولة تثبيت، هاجم بيغ شو كِلا الرجلين. ضرب بيغ شو - آنجل بشاشة تلفزيون، مما تسبب في سقوطه من خلال جدول إعلان البث. في وقت لاحق، قام بيغ شو بتنفيذ حركة شوكسلام على جون لكن جون وضع قدمه على الحبال لإبطال التثبيت.عالج بيغ شو الأمر من خلال الحاجز وأجرى حركة «فلاب جاك» على أنجل على «كرسي فولاذي». هاجم كل من لوثر رينز ومارك جيندراك ودوج وداني باشام برنامج بيغ شو حيث ساعد أورلاندو جوردان تجون براد شو على العودة إلى الحلبة.(نفذ جون حركة «خط غسيل من الجحيم» على الزاوية واحتفظ باللقب).

### المباراة الرابعة
كانت المباراة الرابعة بين تربل اتش وراندي أورتن  لبطولة العالم للوزن الثقيل. قبل المباراة، منع المدير العام لشركة راو ريفيلوشن إريك بيشوف (باتيستا وريك فلير) من الصف الأول في الحلبة. امتلك راندي أورتن الأفضلية حتى تصدى تربل إتش لـراندي بإلقاء راندي أورتن خارج الحلبة. احتفظ تربل إتش بالميزة واستهدف الركبة اليسرى لأورتن حتى ضربه أورتن في طاولة البث. احتفظ أورتن بالأفضلية حتى غاب عن DDT. ضرب تربل اتش كلاً من راندي أورتن والحكم بحبل غسيل وحاول ضرب راندي أورتن بمطرقة ثقيلة لكن راندي أورتن سحبه إلى خارج الحلبة. قام تربل اتش بأداء حركة حبل غسيل آخر ونسب للاحتفاظ باللقب.

### مباراة رويال رامبل

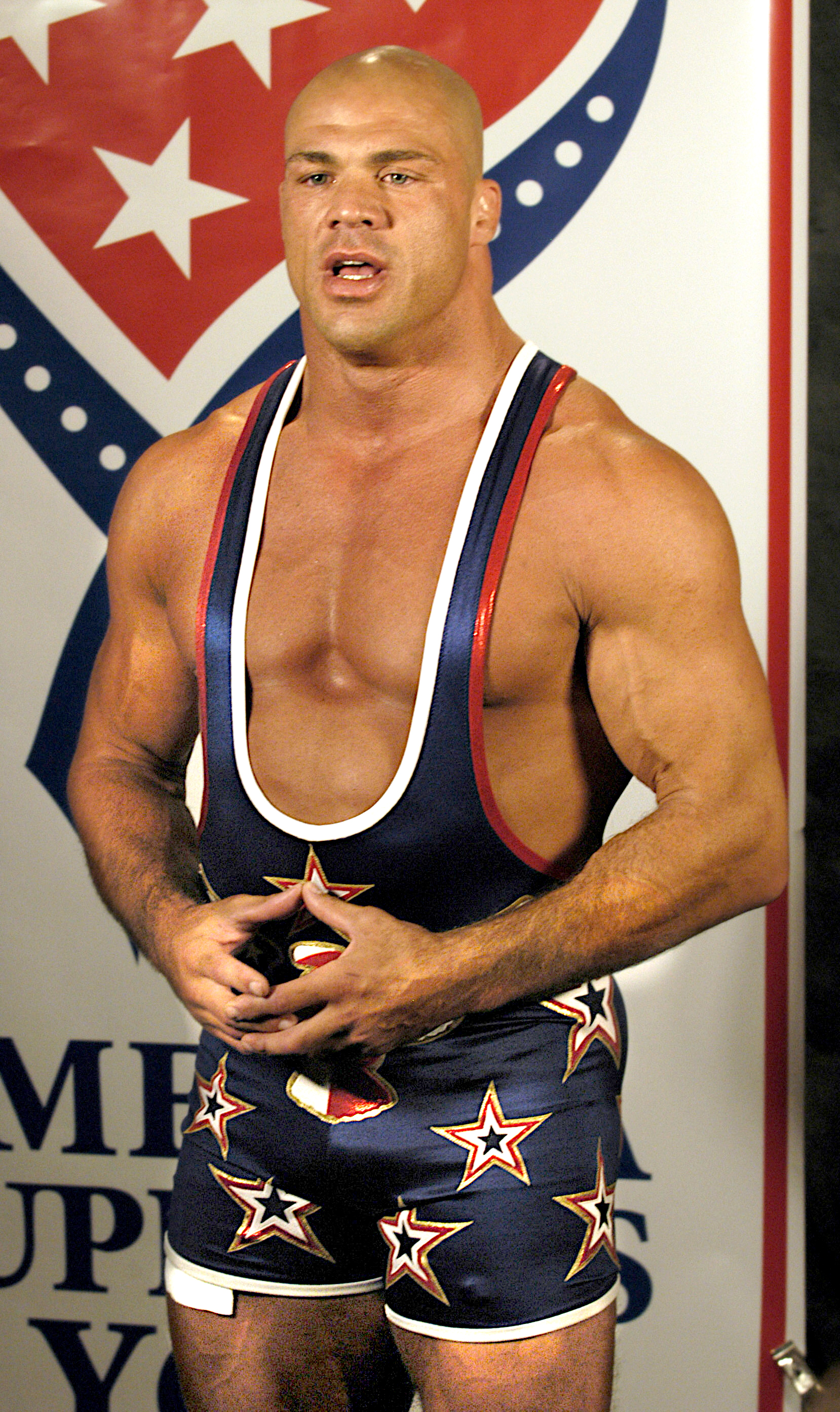
Kurt Angle 2005

مباراة رويال رامبل. قبل المباراة، سرق كيرت أنجل رقم دخول نونزيو واستبدله في المباراة. انقسم المشاركون إلى علاماتهم التجارية وقاتلوا ضد بعضهم البعض، وعملوا سوياً للقضاء على محمد حسن، الوافد الثلاثة عشر (الذي حصل على حفاوة في ذلك الوقت). سكوتي 2 هوتي، المشارك الخامس عشر، تعرض للهجوم من قبل محمد حسن أثناء دخوله ولم يدخل المباراة أبداً. سيطر أنجل، الوافد العشرين، على الدخول حتى قام شون مايكلز بإزالته. عاد أنجل ليقضي على مايكلز وهاجمه. وكان آخر أربعة مشاركين متبقين هم باتيستا، وجون سينا، وإيدج، وراي ميستيريو. حارب إيدج مع ميستيريو، نفذ حركة «رمحاً» للقضاء على ميستيريو. ثم قضى جون سينا و باتيستا على إيدج بينما كان يهاجمهم. حاول جون سينا أداء حركة FU على باتيستا لكن باتيستا  رد على ذلك؛ ثم حاول باتيستا بحركة «قنبلة» باتيستا، ولكن تمت مواجهته بإزالة مقص الرأس من قِبل جون سينا، حيث أرسل كلاهما فوق الحبل العلوي ولمس الأرض في نفس الوقت. يعتقد حكام العلامة التجارية راو أن باتيستا هو الفائز بينما سماك داون، يعتقد الحكام أن جون سينا هو الفائز. جاء رئيس دبليو دبليو إي فينس ماكماهون إلى الحلبة، ومزق عضلاته الرباعية الرؤوس «بشكل شرعي» عندما علقت ركبتيه على المريلة، مع الانتهاء المخطط له، ومحاولة إعادة المباراة الفاشلة، وأمر بالمباراة مع آخر اثنين من المشاركين. قضى باتيستا على جون سينا بعد ضربة قوية للفوز بالمباراة.

## ما بعد الكارثة
الأسابيع التالية في راو أحاطت باختيار باتيستا للبطل الذي سيواجهه في راسلمينيا 21. ابتكر تربل اتش  مخططاً لجعل باتيستا يُدهس (تقريباً) بواسطة سيارة ليموزين، لذلك قد يتحدى جون براد شو - باتيستا بدلاً منه. أصبح باتيستا على دراية بالمخطط واختار مواجهة تربل اتش لبطولة العالم للوزن الثقيل في راسميلينيا، مما ترك إيفليوشن راضياً في هذه العملية. فاز باللقب، واستمر نزاعهما حتى تم تجنيده في مواجهة عنيفة، في 30 يونيو.
ظل باتيستا بطلاً حتى 13 يناير 2006، من حلقة «مواجهة عنيفة» عندما تخلى عن اللقب بسبب الإصابة. ذهب جون سينا للفوز بالبطولة ليصبح المنافس الأول لبطولة دبليو دبليو إي في راسميلينيا 21.

### مباراة لا مفر
اختتمت البطولة في مباراة بينه وبين كيرت أنجل في مباراة «لا مفر»، والتي فاز بها جون سينا بعد أداء حركة FU. بعد ذلك، بدأ قتاله مع جون براد شو. هزم جون براد شو - جون سينا ليفوز باللقب في راسليمينيا، وانتهى نزاعهما بعد أن احتفظ جون سينا باللقب في مباراة «أنا أستقيل» في مباراة «يوم القيامة». ثم انتقل جون سينا للاحتفاظ باللقب حتى بطولة ثورة العام الجديد 2006، عندما صرف إيدج عقد المال في البنك الذي فاز به في راسليمنيا 21 وهزم سينا بعد مباراة غرفة القضاء.
بعد رويال رامبُل، بدأ راندي أورتن وكيرت أنجل في الخلاف مع أندرتيكر وشون مايكلز، على التوالي. واجه بيغ شو -جون براد شو في أول مباراة «قفص من الأسلاك الشائكة» على الإطلاق، على اللقب في «لا مفر»، والتي فاز بها جون براد شو واحتفظ باللقب.
تنازع راندي أورتن لفترة وجيزة مع كريستيان قبل أن ينتقل إلى الخلاف مع أندرتيكر، والذي امتد لتسعة أشهر. بعد خسارة مباراة اللقب في «لا مفر»، واجه بيغ شو - أكيبونو في مباراة سومو في راسلمينيا، وتنازع مع كارليتو لفترة وجيزة بعد ذلك.

## النتائج
مافن هزم رينو في مباراة فردية
إيدج هزم شاون مايكلز في مباراة فردية
أندرتيكر هزم هايدنريتش في مباراة النعش
براد شو هزم بيغ شو وكيرت آنجل في مباراة التهديد الثلاثي (بطولة دبليو دبليو إي)
تربل اتش هزم راندي أورتن في مباراة فردية بطولة العالم للوزن الثقيل
باتيستا فاز بإقصاء جون سينا في مباراة رويال رامبُل في بطولة العالم

## ذات صلة
Royal Rumble entrances and eliminations
الموقع الرسمي
دبليو دبليو إي